# Eudiaptomus vulgaris
Eudiaptomus vulgaris is een eenoogkreeftjessoort uit de familie van de Diaptomidae. De wetenschappelijke naam van de soort is voor het eerst geldig gepubliceerd in 1896 door Schmeil.